# Дупле (Фировский район)
Дупле — деревня в Фировском районе Тверской области. Входит в состав Фировского сельского поселения.

## География
Находится в юго-восточной части Тверской области на расстоянии приблизительно 21 км на запад от районного центра поселка Фирово.

## История
Была отмечена еще на карте 1840 года как Дупли. В 1909 году учтено было 44 двора.

## Население
Численность населения: 212 человек (1909 год), 12 (русские 100 %)в 2002 году, 7 в 2010.